# Rhynchosia ferulifolia
Rhynchosia ferulifolia là một loài thực vật có hoa trong họ Đậu. Loài này được Harv. miêu tả khoa học đầu tiên.